# Simon Razgor
Simon Razgor, slovenski rokometaš, * 18. september 1985, Celje, Slovenija. 
Simon je desno roki igralec rokometa, ki igra na položaju levega krila. 

## Igralna kariera

### Klub

#### Celje
Razgor je rokometno kariero začel kot 11-letni deček v Rokometnem klubu Celje Pivovarna Laško. Tu je treniral vse do sezone 2006-07. 

#### Maribor Branik
Po treh letih igranja v članski ekipi Celja, je nato kariero nadaljeval v Rokometnem klubu Maribor Branik. Tam je v sedmih sezonah igranja pustil pečat kot najboljši strelec v dotedanji zgodovini kluba. Na skoraj tristotih tekmah, ki jih je odigral na vseh ravneh, je dosegel 1173 zadetkov. Med drugim je v sezoni 2012-13 igral v Pokalu EHF in tam na osmih tekmah dosegel 36 golov. Največ zadetkov na eni tekmi tega tekmovanja mu je uspelo doseči 16. marca 2013, ko je na domači tekmi proti danskemu klubu Holstebro prispeval devet golov za zmago s 31 proti 27.

#### Od 2014: Meškov Brest
Leta 2014 je prestopil v beloruski Meškov Brest. Tam je v prvi sezoni, 2014-15, igral tudi v ligi prvakov in na desetih srečanjih dosegel 16 zadetkov. Uspešnejši je bil v naslednji sezoni, 2015-16, ko je za svoj klub pri uvrstitvi med 16 najboljših prispeval točno 30 zadetkov. Leta 2016 so postali zmagovalci beloruskega prvenstva in si zagotovili tretji zaporedni nastop v ligi prvakov. Poleg tega igrajo tudi v regionalni ligi SEHA. 
Na začetku sezone 2016-17 je zbolel za meningitisom in je posledično odsoten od igrišč.

### Reprezentanca
Za člansko selekcijo Slovenije je igral med drugim tudi na olimpijskih igrah leta 2016 v Riu.

## Osebno
Njegov štiri leta mlajši brat David Razgor je prav tako rokometaš. 